# Olympische Winterspiele 1988/Rennrodeln – Einsitzer (Frauen)
Der Frauen-Einsitzer im Rennrodeln bei den Olympischen Winterspielen 1988 in Calgary bestand aus vier Läufen, von denen zwei am 16. und zwei am 18. Februar 1988 ausgetragen wurden. Austragungsort war die Calgary’s WinSport Bobsleigh/Luge Track im Canada Olympic Park. Am Start waren 24 Teilnehmerinnen aus 14 Ländern, von denen alle in die Wertung kamen.
Olympiasieger wurde Steffi Walter aus der DDR. Die Silbermedaille sicherte sich ihre Landsfrau Ute Oberhoffner vor Cerstin Schmidt, ebenfalls aus der DDR, die die Bronzemedaille gewann.

## Ergebnis
| Rang | Athletin            | Nation                       | 1. Lauf (s) | 2. Lauf (s) | 3. Lauf (s) | 4. Lauf (s) | Gesamt (min) |
| ---- | ------------------- | ---------------------------- | ----------- | ----------- | ----------- | ----------- | ------------ |
| 1    | Steffi Walter       | DDR                          | 45,828      | 46,173      | 45,969      | 46,003      | 3:03,973     |
| 2    | Ute Oberhoffner     | DDR                          | 45,906      | 46,057      | 46,150      | 45,992      | 3:04,105     |
| 3    | Cerstin Schmidt     | DDR                          | 46,078      | 46,020      | 46,059      | 46,024      | 3:04,181     |
| 4    | Veronika Bilgeri    | BR Deutschland               | 46,321      | 46,375      | 46,369      | 46,605      | 3:05,670     |
| 5    | Julija Antipowa     | Sowjetunion                  | 46,449      | 46,425      | 46,610      | 46,303      | 3:05,787     |
| 6    | Bonny Warner        | Vereinigte Staaten           | 46,409      | 46,643      | 46,633      | 46,371      | 3:06,056     |
| 7    | Marie-Claude Doyon  | Kanada                       | 46,372      | 46,596      | 46,796      | 46,447      | 3:06,211     |
| 8    | Nadeschda Danilina  | Sowjetunion                  | 46,597      | 46,447      | 46,613      | 46,707      | 3:06,364     |
| 9    | Cammy Myler         | Vereinigte Staaten           | 46,502      | 46,888      | 46,828      | 46,617      | 3:06,835     |
| 10   | Irina Kussakina     | Sowjetunion                  | 46,690      | 47,071      | 46,643      | 46,639      | 3:07,043     |
| 11   | Erica Terwillegar   | Vereinigte Staaten           | 46,506      | 47,300      | 46,780      | 46,705      | 3:07,291     |
| 12   | Andrea Tagwerker    | Österreich                   | 46,787      | 47,140      | 46,735      | 46,839      | 3:07,501     |
| 13   | Veronika Oberhuber  | Italien                      | 46,720      | 46,963      | 47,118      | 46,715      | 3:07,516     |
| 14   | Gerda Weißensteiner | Italien                      | 46,814      | 47,183      | 46,908      | 46,760      | 3:07,665     |
| 15   | Marie-Luise Rainer  | Italien                      | 47,142      | 46,947      | 47,064      | 46,992      | 3:08,145     |
| 16   | Anne Abernathy      | Amerikanische Jungferninseln | 47,106      | 47,316      | 47,742      | 47,073      | 3:09,237     |
| 17   | Livia Pelin         | Rumänien                     | 47,204      | 47,541      | 47,601      | 47,305      | 3:09,651     |
| 18   | Mina Tanaka         | Japan                        | 47,770      | 47,945      | 47,928      | 47,599      | 3:11,242     |
| 19   | Kathy Salmon        | Kanada                       | 47,569      | 48,112      | 48,356      | 47,670      | 3:11,707     |
| 20   | Alyson Wreford      | Großbritannien               | 49,888      | 48,247      | 47,869      | 47,726      | 3:13,730     |
| 21   | Hitomi Koshimizu    | Japan                        | 47,682      | 49,276      | 49,160      | 48,008      | 3:14,126     |
| 22   | Laurence Bonici     | Frankreich                   | 48,436      | 48,790      | 48,692      | 48,488      | 3:14,406     |
| 23   | Simoneta Ratschewa  | Bulgarien                    | 48,790      | 48,836      | 48,698      | 48,533      | 3:14,857     |
| 24   | Teng Pi-hui         | Chinesisch Taipeh            | 48,282      | 48,431      | 49,610      | 50,804      | 3:17,127     |